# WCW Sin
WCW Sin var et wrestling Pay Per View, produceret af World Championship Wrestling som erstattede Souled Out, deres sædvanlige januar-specialitet i 2001. Sin blev kun afholdt i 2001, da WCW blev opkøbt få måneder efter at konkurrenten WWF.

## 2001
WCW Sin 2001 fandt sted d. 14. januar 2001 i Conseco Fieldhouse i Indianapolis, Indiana. Showet huskes bl.a. som et af de sidste WCW Pay Per Views, showet hvor Sid Vicious brækkede sit ben (et klip der er blevet set af millioner) samt den allersidste WCW optræden for Goldberg.
- WCW Cruiserweight Mesterskabet: Shane Helms besejrede Chavo Guerrero jr.
- Reno besejrede Big Vito
- Jimmy Yang & Kaz Hayashi besejrede Evan Karagias & Jamie Noble
- Ernest Miller besejrede Mike Sanders
- Lance Storm, Elix Skipper & Mike Awesome besejrede Billy Kidman, Konnan & Rey Mysterio i en Penalty Box match
- WCW Hardcore Mesterskabet: Meng besejrede Terry Funk og Crowbar
- WCW Tag Team Mesterskabet: Chuck Palumbo & Sean O'Haire besejrede Diamond Dallas Page & Kevin Nash
- WCW Amerika Mesterskabet: Shane Douglas besejrede General Rection i en First Blood match
- Buff Bagwell & Lex Luger besejrede Goldberg & Dwayne Bruce
- WCW Verdens Mesterskabet: Scott Steiner besejrede Sid Vicious, Jeff Jarrett og Mystery Man